# NGC 6046
NGC 6046 је лентикуларна галаксија у сазвежђу Херкул која се налази на NGC листи објеката дубоког неба.
Деклинација објекта је + 19° 21' 34" а ректасцензија 16h 1m 29,1s. Привидна величина (магнитуда) објекта NGC 6046 износи 13,5 а фотографска магнитуда 14,4. NGC 6046 је још познат и под ознакама NGC 6028, UGC 10135, MCG 3-41-43, 1ZW 133, CGCG 108-63, PRC C-49, Hoag type, PGC 56716.